# 게이지 보손

기본 입자의 표준 모형, 빨간 색으로 표시된 네 번째 열에 있는 게이지 보손과 함께.

게이지 보손(영어: gauge boson)은 게이지 이론에서 힘을 매개하는 보손으로, 해당하는 게이지 장의 양자다. 게이지 보손의 수는 그 게이지 대칭의 차원 수와 같다.

## 개요
표준 모형의 게이지 보손은 광자, W보손과 Z보손, 글루온이다.자연계의 기본 상호작용 중 전자기력, 약한 상호작용, 강한 상호작용을 매개한다. 즉, 광자는 전자기력을 매개하고, W 보손과 Z 보손은 약한 상호작용을 매개하고, 글루온은 강한 상호작용을 매개한다. 이들 중 광자와 W보손, Z보손은 독립적으로 존재할 수 있으나, 글루온은 색가둠으로 인해 일반적인 에너지 눈금에서는 독립적으로 존재하지 않고, 대신 하드론이나 글루볼 안에서만 존재한다. (글루볼은 아직 실험적으로 발견되지 않았다.)
양자 게이지 이론에서, 게이지 보손은 게이지 장의 양자이다. 따라서, 게이지 군의 각 생성원(generator)에 대응하여 게이지 보손이 존재한다. 예를 들어, SU(3)은 생성원이 8개이므로, SU(3)을 기본으로 한 양자색역학에서는 8종의 글루온이 있다. 양자전기역학은 U(1)의 하나의 발생자에 따라 하나의 게이지 보손(광자)을 지니고, 살람-글래쇼 이론에서는 SU(2)×U(1)의 네 발생자에 따라 4개의 게이지 보손을 지닌다. (이 4개의 보손은 약전자기 대칭이 깨지면 저에너지에서 W, Z, 광자로 나타난다.) 게이지 보손은 기본적으로 질량이 0인데, 골드스톤 보손을 삼켜서 (힉스 메커니즘) 질량을 얻을 수 있다. 이에 따라 약력을 매개하는 W와 Z는 질량을 가진다.
중력을 매개하는 제4의 게이지 보손인 중력자 역시 가정되어 있다. 하지만 실험적인 증거라든지, 양자 중력을 설명하는 수학적인 이론이 부족하여, 현재는 추측만 이루어지는 상태이다.

## 같이 보기
- 기본 상호작용
- 게이지 이론
- 보손
- 양자 색역학